# Heitor Chomet
Heitor Chomet ( – ) foi um médico francês radicado no Brasil.
Foi eleito membro da Academia Nacional de Medicina em 1863, com o número acadêmico 88, na presidência de Antônio Félix Martins.